# Льюис, Джозеф Х.
Джозеф Х. Льюис (англ. Joseph H. Lewis, 6 апреля 1907, Нью-Йорк — 30 августа 2000, Санта-Моника, Калифорния) — американский кинорежиссер, более всего известный своими фильмами нуар 1945-55 годов.
"Авторитет Льюиса базируется на двух главных вкладах в фильм нуар — разрушающем стереотипы и границы фильме «Без ума от оружия», возможно, самом долгоживущем и влиятельном триллере на тему «влюбленных в бегах», и запоминающемся своей выразительной мощью «Большом ансамбле». Оба этих фильма отличает поразительная светотень, высвечивающая их мрачное содержание. Несомненно, Льюис занимал ведущие позиции в классическую декаду нуара, начавшуюся для него с «Меня зовут Джулия Росс» (1945) и завершившуюся «Большим ансамблем» (1955).
За время своей 30-летней режиссёрской карьеры Льюис поставил 38 фильмов, преимущественно категории В, 16 из которых были вестернами, а 9 — криминальными драмами. Льюис пробовал свои силы также в таких жанрах, как хоррор-триллер, военная драма, шпионский фильм, и даже мюзикл и фэнтези.
Выражение «стиль превыше содержания» идеально подходит к творчеству Льюиса. Даже при постановке низкобюджетных фильмов, которых у Льюиса было большинство, он всегда выделялся среди своих коллег особой фантазией, стремлением к новаторству, необыкновенными съёмками, чётко выверенным темпом, напряжённостью и стройностью повествования. Способность поднять изначально приземлённый и обыденный низкобюджетный материал до уровня высочайшего кинематографического искусства принесла ему статус культового режиссёра среди поклонников кино. Мастер экспрессивного света, плотных крупных планов, съёмок движущейся и подвесной камерой, необычных ракурсов и перспектив, Льюис обладал инстинктивным чувством визуального стиля, которым он наполнял даже самые немыслимые свои вестерны категории В и криминальные мелодрамы. Его фирменным приёмом были детали на периферии кадра.

## Биография и карьера
Джозеф Х. Льюис родился 6 апреля 1907 года в Нью-Йорке, учился там в школе, а в 1920-е годы вслед за братом переехал в Голливуд, «в иллюзии, что станет актером», однако изменил своё решение, когда увидел у ворот студий длинный хвост из актёров, рассчитывающих получить эпизодические роли. Льюис начал работать ассистентом оператора, а начале 1930-х годов — в отделе монтажа студии «Метро-Голдвин-Майер». После этого Льюис монтировал сериалы на студии «Рипаблик», затем работал режиссёром второго состава.

### 1937—1944: Начало режиссёрской карьеры. Период вестернов
В 1937 году Льюис получил должность режиссёра фильмов категории В на студии «Юниверсал». В течение последующих двух десятилетий Льюис успел поработать на студиях «Юниверсал» (1937-39, 1942), «Коламбиа» (1939-40, 1946-49), PRC (1944), «Метро-Голдвин-Майер» (1950, 1952-53) и «Юнайтед артистс» (1957-58).
«Добившись права работать режиссёром, Льюис вскоре стал снимать вестерны категории В за шесть дней, это недолго живущие фильмы, предназначенные „открывать“ просмотр главного фильма в сельских кинотеатрах». Его первыми работами были незамысловатые музыкальные вестерны «Храбрость Запада» (1937), «Поющий преступник» (1937), «Пограничные волки» (1938) и «Последняя позиция» (1938) с Бобом Бейкером в роли «поющего ковбоя». «Уже в фильме „Храбрость Запада“ Льюис продемонстрировал свою режиссёрскую фантазию, начав фильм с невероятно амбициозной съемки камерой, кружившей над столом во время совещания в президентском кабинете, завершив своё движение на лице самого Абрахама Линкольна». Ещё в начале карьеры при съёмках вестернов для «Юниверсал» Льюис получил прозвище «Джо тележное колесо» за свою любовь к нестандартным кадрам, в частности, к съёмкам сквозь спицы тележных колёс.
Начиная с 1940 года, Льюис поставил целую серию вестернов с участием звёзд категории В. Так, с участием Чарльза Старретта были поставлены три фильма — «Техасский дилижанс» (1940), «Рейнджеры с двумя кулаками» (1940) и «Блестящие шесть стрелков» (1940), с участием Билла Эллиотта два фильма — «Человек из страны чертополоха» (1940) и «Возвращение Дикого Билла» (1940), и наконец с участием Джонни Мака Брауна три фильма — «Аризонский циклон» (1941), «Босс Хенгтаун Меса» (1942) и «Серебряная пуля» (1942). В 1940-41 годах Льюис также поставил три приключенческие истории из популярного цикла фильмов про группу подростков нью-йоркского Ист-сайда — «Городские мальчики» (1940), «Эта моя банда» (1940) и «Гордость Бауэри» (1941).
В этот же период Льюис снял три низкобюджетных шпионских триллера — «Военно-морской шпион» (1937), «Шпионское кольцо» (1938) и «Преступники внутри» (1941). Льюис также попробовал свои силы и в жанре фильма ужасов, поставив картины «Невидимое приведение» (1941) и «Сумасшедший доктор с рыночной улицы» (1942), в которых сыграли признанные звёзды этого направления — Бела Лугоши и Лайонелл Этвилл соответственно. «Невидимое приведение» сделан на практически нулевом бюджете по нелепому, невразумительному сценарию, который как будто собрал воедино самые шокирующие подробности из кучи других страшных сценариев. Там есть и живой труп, и неожиданно возникший близнец, и убийство в лунатическом состоянии, и спрятанная сумасшедшая жена, и прохождение «последней мили» в камере смертников, и лицо, появляющееся в окне во время грозы. Повествование привело в недоумение «Нью-Йорк таймс»: «Максимум, что мы смогли понять, это что Бела Лугоши страдает от приступов мономании почти каждые десять минут, и что он задушил члена своей восхитительной семьи».
Кроме того, Льюис поставил криминальную драму «Тайны студентки» (1942), а также довольно качественный военный триллер «Бомбы над Бирмой» (1942), в котором отряд китайских партизан обеспечивает безопасность транспортировки союзнических грузов в Бирму. Фильм смотрится захватывающе и с интересом, опираясь в большей степени на сильный визуальный ряд, чем на сюжет и диалоги. Мюзикл «Человек-менестрель» (1944) отличался откровенно мелодраматическим сюжетом и был построен вокруг ветерана водевильного жанра Бенни Филдса. Музыка и песня из картины были удостоены номинации на Оскар.

### 1945-55: Декада фильмов нуар
Режиссёрская работа Льюиса выделялась среди низкобюджетного кино не только необычными ракурсами, но также и постановкой света и тонким умением донести атмосферу произведения, что обратило на себя внимание руководителей киноиндустрии. В конце концов, Льюису стали доверять более серьёзные проекты.
Детектив «Сокол в Сан-Франциско» (1945) стал одиннадцатой лентой популярного цикла картин про сыщика-любителя Тома Лоренса, он же Сокол, которого сыграл Том Конуэй. Фильм был снят преимущественно на натуре в Сан-Франциско, и благодаря интересному и убедительному сюжету стал одним из лучших в серии фильмов о Соколе. Использование Льюисом техники «синема верите» найдёт своё законченное воплощение в его последующих фильмах нуар.
Во второй половине 1940-х годов Льюису наконец удалось в полной мере раскрыть свой художественный потенциал с серией замечательных фильмов нуар, таких как «Меня зовут Джулия Росс» (1945), «Ночь так темна» (1946) и «Человек под прикрытием» (1949).
«Хотя Льюис поставил „лошадиных опер“ сверх всякой меры, несомненно, именно его фильмы нуар обратили на себя наибольшее внимание. Взять хотя бы два искусных фильма для „Коламбиа“ — „Меня зовут Джулия Росс“, и „Ночь так темна“, необычный психологический триллер с характерным актером Стивеном Джерэем в роли французского детектива, не подозревая о том, расследующим собственные преступления».
В готическом нуаре «Меня зовут Джулия Росс» (1945) находящаяся на лечении в Лондоне американка Джулия Росс (Нина Фох) поступает на работу в богатое имение. Вскоре она понимает, что владелец имения (Джордж Макреди) убил свою жену и теперь пытается выдать за неё Джулию, которая якобы находилась в психиатрической больнице. Затем он планирует убить и её, обставив всё как самоубийство, и таким образом скрыть убийство собственной жены. Картину отличает увлекательная тревожная атмосфера, плотный темп повествования с интересными сюжетными поворотами. Льюис и оператор Бёрнетт Гаффи отлично использовали нестандартные ракурсы, освещение и тени для передачи атмосферы и чувства клаустрофобии главной героини. После выхода на экраны критики были в восхищении от этой картины, признав её одним из лучших фильмов категории В.
Действие нуаровой криминальной драмы «Ночь так темна» (1946) происходит в сельской Франции, где немолодой знаменитый детектив парижской криминальной полиции (Стивен Герей), расследуя убийство своей невесты и её друга детства, с ужасом устанавливает, что убийцей является он сам. «Сделанный за каких-то 16 дней, фильм продемонстрировал зрелость и полностью реализованные амбиции Льюиса, перехватывающий дыхание выброс экспрессионизма с движущейся камерой, которая проплывает сквозь стены». По словам Тони Рейнса: "В этом весь Джозеф Х. Льюис. С поверхностным и часто глупым сценарием… Однако это не имеет значения. Фильм поставлен на миллион долларов с большим объёмом кинематографических идей и эффектов на квадратный метр экрана, чем любой из современных фильмов категории А.
В основу фильма нуар «Человек под прикрытием» (1949) положены реальные обстоятельства охоты американских властей на босса мафии Аль Капоне, описанные в автобиографической книге бывшего правительственного агента Фрэнка Уилсона. Роли действующего под прикрытием следователя федерального казначейства Френка Уоррена снялся Гленн Форд. «Выполненный в стиле послевоенного документального реализма, он воплощает жанр „фильма о государственном агентстве“ (образцом чего был которого стал фильм Энтони Манна „Агенты казначейства“), используя такие типичные моменты, как демонстрация современных технологий и напоминание о необходимости сохранять бдительность и давать свидетельские показания против преступников».
В этот же период Льюис поставил также приключенческую историческую драму «Фехтовальщик» (1947) о любви представителей враждующих шотландских кланов в 18 веке, и довольно необычную фантазийную комедию «Возвращение Октября» (1948), в которой девушка воспринимает своего великолепного коня как реинкарнацию собственного любимого дяди.
В начале 1950-х годов Льюис поставил нуары — «Без ума от оружия» (1950), «Леди без паспорта» (1950), «Крик преследуемого» (1953) и «Большой ансамбль» (1955).
Фильм «Без ума от оружия» (1950) рассказывает историю пламенной и обречённой любви заторможенного парня и энергичной снайперши из бродячего цирка, между которыми возникает мгновенная и непреодолимая физическая тяга друг к другу, усиленная общей страстью к стрелковому оружию. "Фильм был снят за 30 дней при бюджете в 400 тысяч долларов, и часто называется лучшим фильмом Льюиса. Он заряжен наэлектризованной атмосферой и несётся с головокружительной быстротой. «Это не первый фильм о криминальных любовниках в бегах, тем не менее он первым смог передать аморальное возбуждение от преступления как акта сексуального раскрепощения, его святотатственная энергия разрывает условности Голливуда». «В этом фильме ограбление банка превращается в эротический акт, и герои знают об этом». Уверенная, динамичная и лаконичная постановка Льюиса предлагает достаточно экранных идей для того, чтобы фильм стал одним из самых увлекательных и умных криминальных фильмов своей эпохи и вошёл в классику фильма нуар.
Нуаровый триллер «Леди без паспорта» (1950) рассказывает о борьбе детектива службы эмиграции (Джон Ходяк) с главой расположенной на Кубе организации по переброске в США нелегальных эмигрантов (Джордж Макреди), отягощённой любовным треугольником, связывающим двух противоборствующих героев с необыкновенно красивой бывшей узницей нацистского лагеря, которая стремится попасть в США (Хеди Ламарр). В итоге, «задуманный как документальный фильм о проблемах иммиграции, фильм превратился в демонстрацию достоинств богини гламура Хеди Ламарр».
«Леди без паспорта» называли и «самым лучшим из незамеченных фильмов Льюиса», и «самым недооцененным из фильмов Льюиса на крупных студиях», и «скромным, но временами выдающимся».
Действие фильма нуар «Крик преследуемого» (1953) происходит на болотах Луизианы, где утомлённый жизнью шериф (Барри Салливан) ведёт длительное и отчаянное преследование сбежавшего заключённого (Витторио Гассман), погружая зрителя в мрачную и нелицеприятную драму страха, страсти и личной чести.
В 1955 году вышел один из шедевров Льюиса, великолепный фильм нуар «Большой ансамбль» (1955), который положил начало новой серии фильмов с большим акцентом на насилие (по этой причине фильм столкнулся с цензурными проблемами), и в котором злодей (в данном случае, философствующий гангстер Ричард Конте) был интереснее и динамичнее, чем маниакальный, но скучный герой (полицейский в исполнении Корнела Уайлда). Фильм предлагает "бесконечный поток боли и жестокости, построенный через основополагающее противопоставление тьмы и света, в котором взаимное преследование ведут движимый навязчивой идеей коп Корнела Уайлда и криминальный босс Ричарда Конте. Они оба являются охотниками, и оба — объектом охоты. Загрубевший праведный детектив движим опустошающей страстью к любовнице гангстера, а безжалостный мафиозный босс манипулирует отношениями с гладкой уверенностью и прагматизмом корпоративного менеджера. Оба актёра выглядят очень похоже — тёмные, стройные и энергичные — и бандит даже признаёт их родство — «Единственный твой недостаток заключается в том, что ты хочешь быть мной».
В этот период Льюис поставил также военную драму «Отступи, ад!» (1952), которая была посвящена боевым действиям американского батальона во время Корейской войны, и приключенческий фильм «Отчаянный поиск» (1952) о поиске двух детей, выживших в результате авиакатастрофы.

### 1955-58: Возвращение к вестернам и работа на телевидении
После «Большого ансамбля» Льюис вернулся к вестерну, сняв ещё четыре картины, которые стали у него лучшими в этом жанре — «Улица беззакония» (1955), «Седьмая кавалерия» (1956), «Клеймо Хэллидеев» (1957) и «Ужас в техасском городке» (1958). Его лебединой песней в большом кино стал вестерн «Ужас в техасском городке» (1958), как обычно, «отличавшийся целенаправленными плавными движениями камеры и некоторыми изящными деталями, в частности, когда герой Стерлинга Хэйдена в решающем поединке идет с гарпуном против револьвера. Идея успешного объединения горожан против произвола властей была скрытой атакой на маккартизм. С титрами, показанными сквозь колесо повозки, „Ужас“ стал достойным финалом режиссёрской карьеры Льюиса».
С 1958 года Льюис работал исключительно на телевидении, где ставил главным образом вестерны. В частности, он поставил 51 эпизод телесериала «Человек с ружьем» (1958-63), эпизоды других популярных сериалов — «Бонанза» (1963, 1 серия), «Большая долина» (1965-66, 3 серии), «Дым орудий» (1965, 2 серии), «Человек по имени Шенандоу» (1965-66, 3 серии), а также вступительный фильм сериала «Клейменный» (1965-66). Помимо вестернов Льюис поставил одну серию фильма «Детективы» (1959) и 13 серий детективного сериала «Следователи» (1961).

## Характеристика стиля
«В отличие от своих коллег-кинематографистов категории В, таких как Жак Турнье и Энтони Манн, Льюис никогда так и не поднялся в класс А, который в основном привлекает внимание критики. Став олицетворением культового кино, снятого за очень скромные деньги, Льюис уступает в этом плане только Эдгару Г. Ульмеру», хотя следует отметить, что "нуары Льюиса все-таки делались на достаточно комфортабельных бюджетах среднего уровня, в отличие от совершенно мизерного на грани выживания бюдета фильма (Ульмера) «Объезд».
«Несмотря на то, что часто ему давалось чуть более десяти дней на то, чтобы сделать свои микробюджетные фильмы категории В, Льюис тем не менее не мог себе позволить снять предсказуемый или традиционный кадр. Его стиль определяем сразу, он осознанно использует косые ракурсы и сверхплотные крупные планы, глубокий фокус и впечатляющие съемки с крана, его актеры выстраиваются треугольными конфигурациями, а действие построено на всю глубину кадра». Подобно Жану Ренуару и Хичкоку, Льюис нагнетал напряжённость, разворачивая действие через длинные планы, вне зависимости от того, сколько камере приходилось планировать, падать и взлетать.
Щедрость таланта Льюиса, его глубоко художественный подход, его изощрённая визуальная стилизация, которая проникает сквозь чистый реализм, его владение глубоким фокусом и длинными планами, его повторяющиеся визуальные мотивы и сильная игра его актёров: всё это создаёт образ Льюиса как своего рода Орсона Уэллса фильмов В, хотя он редко сам инициировал свои проекты и никогда не работал в театре, как Уэллс. Будучи фактически самуочкой, Льюис построил собственную эстетику, делая каждый фильм, иногда каждый кадр, личным заявлением.

## Последние годы жизни
После перенесённого в 1953 году инфаркта Льюис стал постепенно сокращать рабочую нагрузку, а в 1966 году окончательно вышел на пенсию. На протяжении последующих 34 лет Льюис занимался глубоководной рыбалкой и выступал с лекциями по киноискусству.
В 1980-е годы Льюис был заново открыт новым поколением кинолюбителей, которые стали массово ходить на ночные просмотры «Без ума от оружия».
За свои достижения в 1994 году Льюис был удостоен награды на Международном кинофестивале в Сент-Луисе, а в 1997 году получил Награду за достижения на протяжении жизни от Ассоциации кинокритиков Лос-Анджелеса.
Ведя активный образ жизни до самого конца, Льюис последний раз участвовал в публичном мероприятии за пять недель до смерти, выступив перед демонстрацией свего фильма «Без ума от оружия» в Калифорнийском университете Лос-Анджелеса.
Джозеф Х. Льюис умер 30 августа 2000 года в Санта-Монике, Калифорния.

## Фильмография
- 1937 — Отвага Запада / Courage of the West
- 1937 — Поющий преступник / Singing Outlaw
- 1937 — Военно-морской шпион / Navy Spy (сорежиссёр)
- 1938 — Пограничные волки / Border Wolves
- 1938 — Последняя позиция / The Last Stand
- 1938 — Шпионское кольцо / The Spy Ring
- 1940 — Рейнджеры с двумя кулаками / Two-Fisted Rangers
- 1940 — Возвращение Дикого Билла / The Return of Wild Bill
- 1940 — Блестящие шесть стрелков / Blazing Six Shooters
- 1940 — Человек из чертополоха / The Man from Tumbleweeds
- 1940 — Техасский дилижанс / Texas Stagecoach
- 1940 — Это моя банда / That Gang of Mine
- 1940 — Парни города / Boys of the City
- 1941 — Гордость Бауэри / Pride of the Bowery
- 1941 — Аризонский циклон / Arizona Cyclone
- 1941 — Преступники внутри / Criminals Within
- 1941 — Невидимое приведение / The Invisible Ghost
- 1942 — Серебряная пуля / The Silver Bullet
- 1942 — Босс Хенгтаун Месса / Boss of Hangtown Mesa
- 1942 — Тайны студентки / Secrets of a Co-Ed
- 1942 — Бомбы над Бирмой / Bombs Over Burma
- 1942 — Сумасшедший доктор с рыночной улицы / The Mad Doctor of Market Street
- 1944 — Человек-министрель / Minstrel Man
- 1945 — Сокол в Сан-Франциско / The Falcon in San Francisco
- 1945 — Меня зовут Джулия Росс / My Name Is Julia Ross
- 1945 — Ночь так темна / So Dark the Night
- 1947 — Фехтовальщик / The Swordsman
- 1948 — Возвращение Октября / The Return of October
- 1949 — Человек под прикрытием / The Undercover Man
- 1950 — Без ума от оружия / Gun Crazy
- 1950 — Леди без паспорта / A Lady without Passport
- 1952 — Отступи, ад! / Retreat, Hell!
- 1952 — Отчаянный поиск / Desperate Search
- 1953 — Крик преследуемого / Cry of the Hunted
- 1955 — Большой ансамбль / The Big Combo
- 1955 — Улица беззакония / A Lawless Street
- 1956 — Седьмая кавалерия / Seventh Cavalry
- 1957 — Клеймо Хэллидеев / The Halliday Brand
- 1958 — Ужас в техасском городке / Terror in a Texas Town